# Défilé de Carnaval de Maaseik

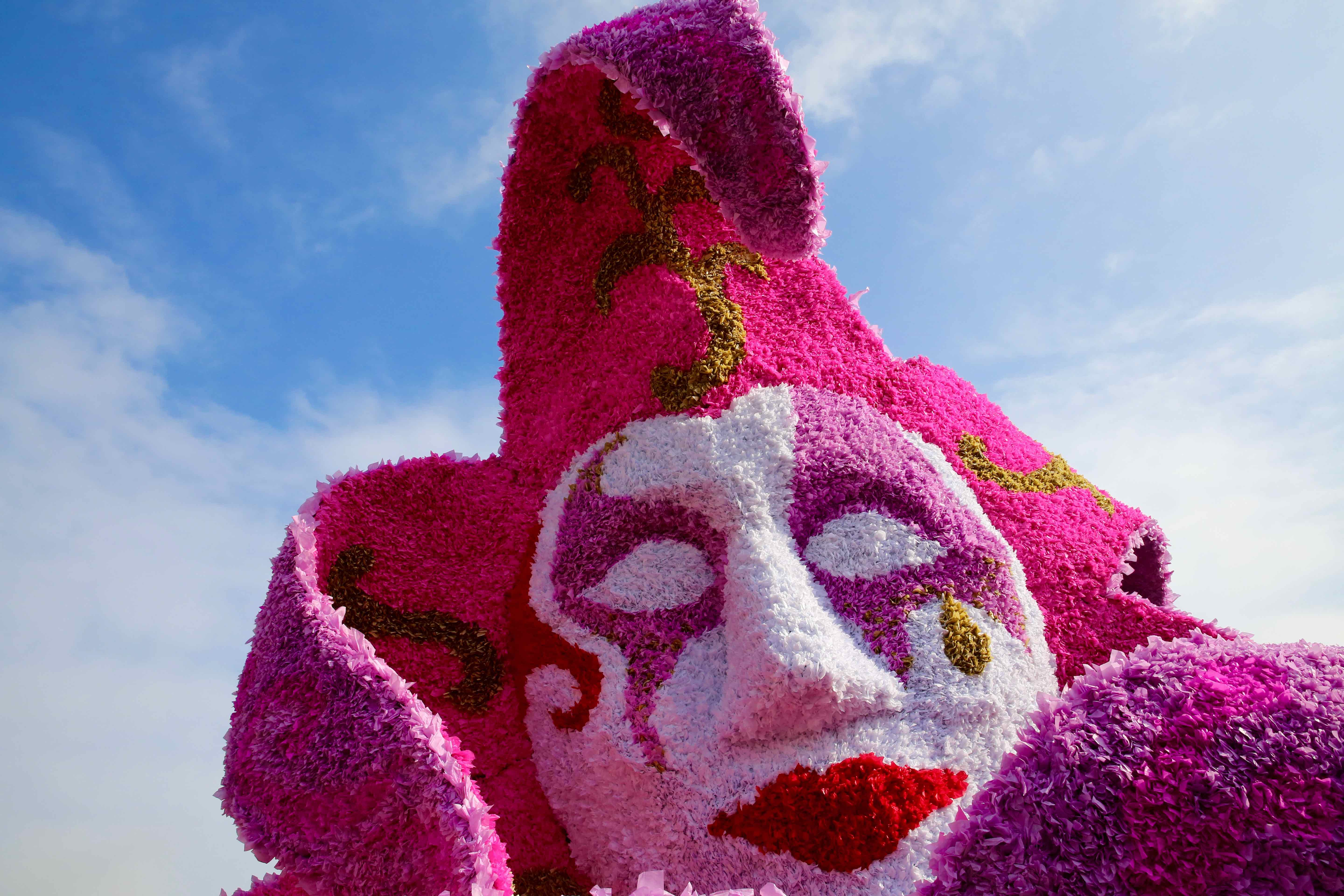
Char de carnaval pour le prince de 2016

Le Défilé de Carnaval de Maaseik (néerlandais: Maaseiker Halfvastenstoet) est le plus ancien défilé de carnaval de Belgique. Le défilé part chaque an avec le quatrième dimanche de Carême. 
Le premier défilé officiel était en 1865, mais il y a des indications qu'il y avait aussi des défilés avant. La circulation est environ 2,5 km dans le centre historique de Maaseik. Il y a des chars des deux Limbourgs, mais aussi d'Allemagne. Après le défilé, la saison de carnaval est finie. 

## Images

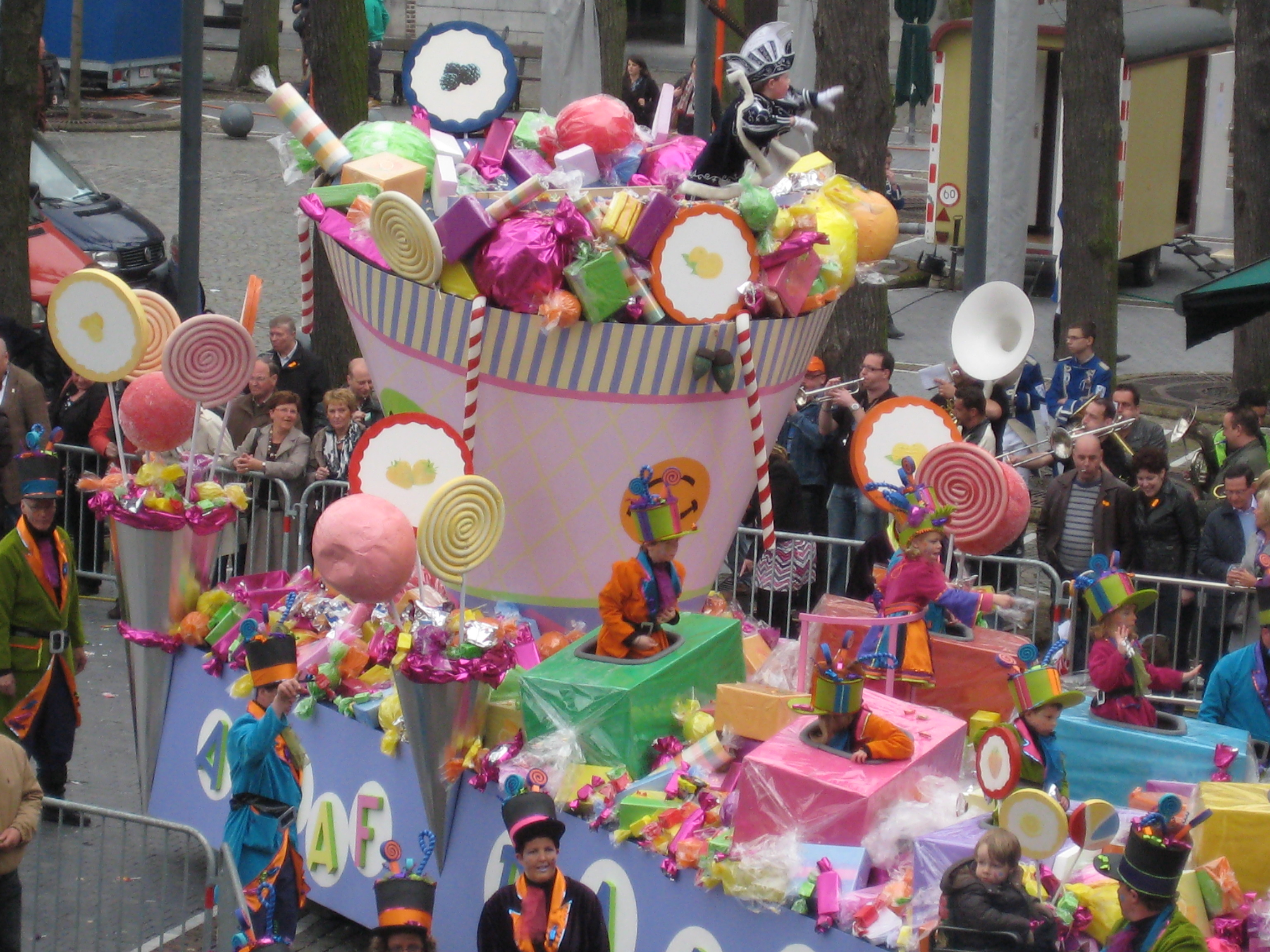
Char de carnaval pour le petit prince de 2011
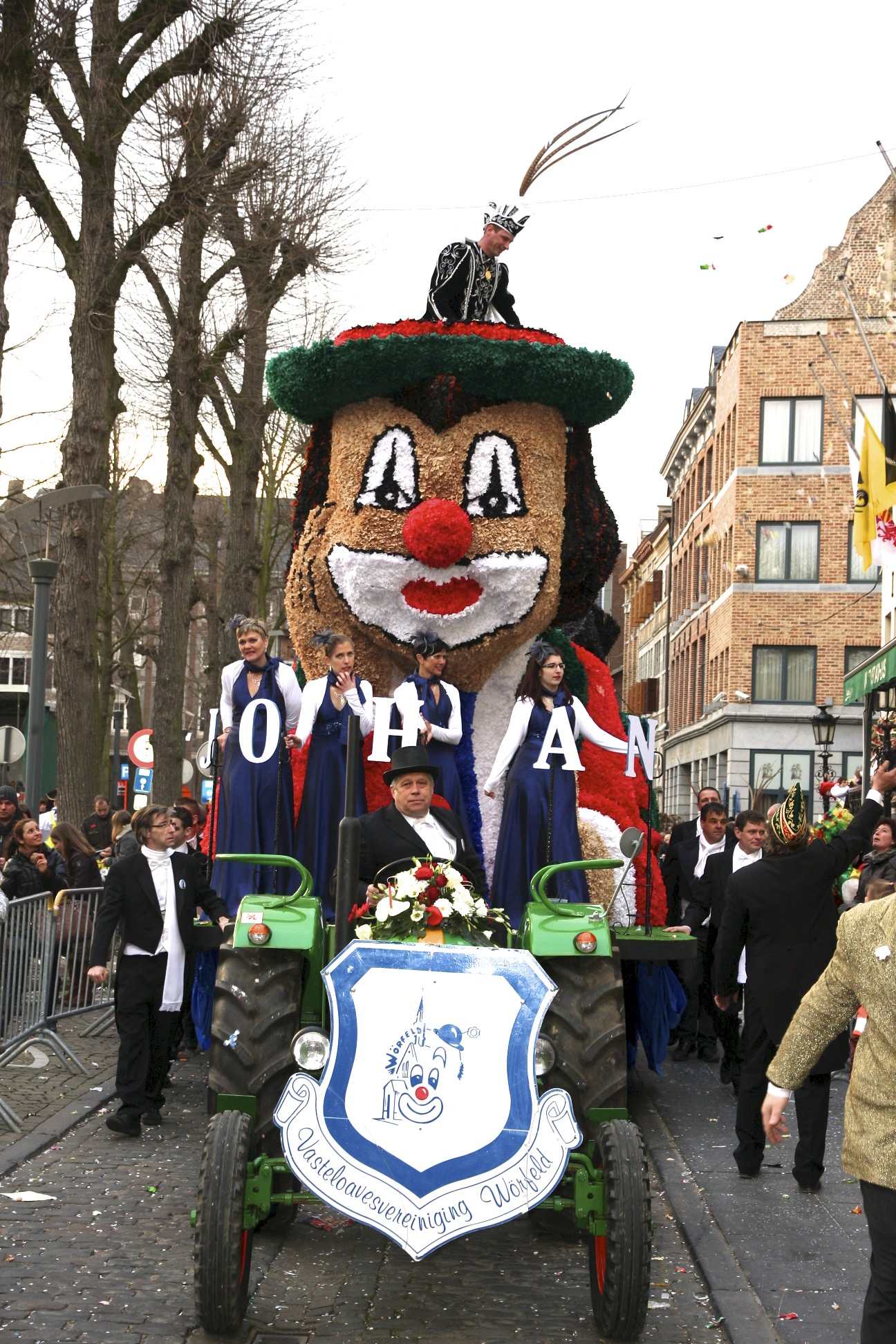
Char de carnaval pour le prince de 2012
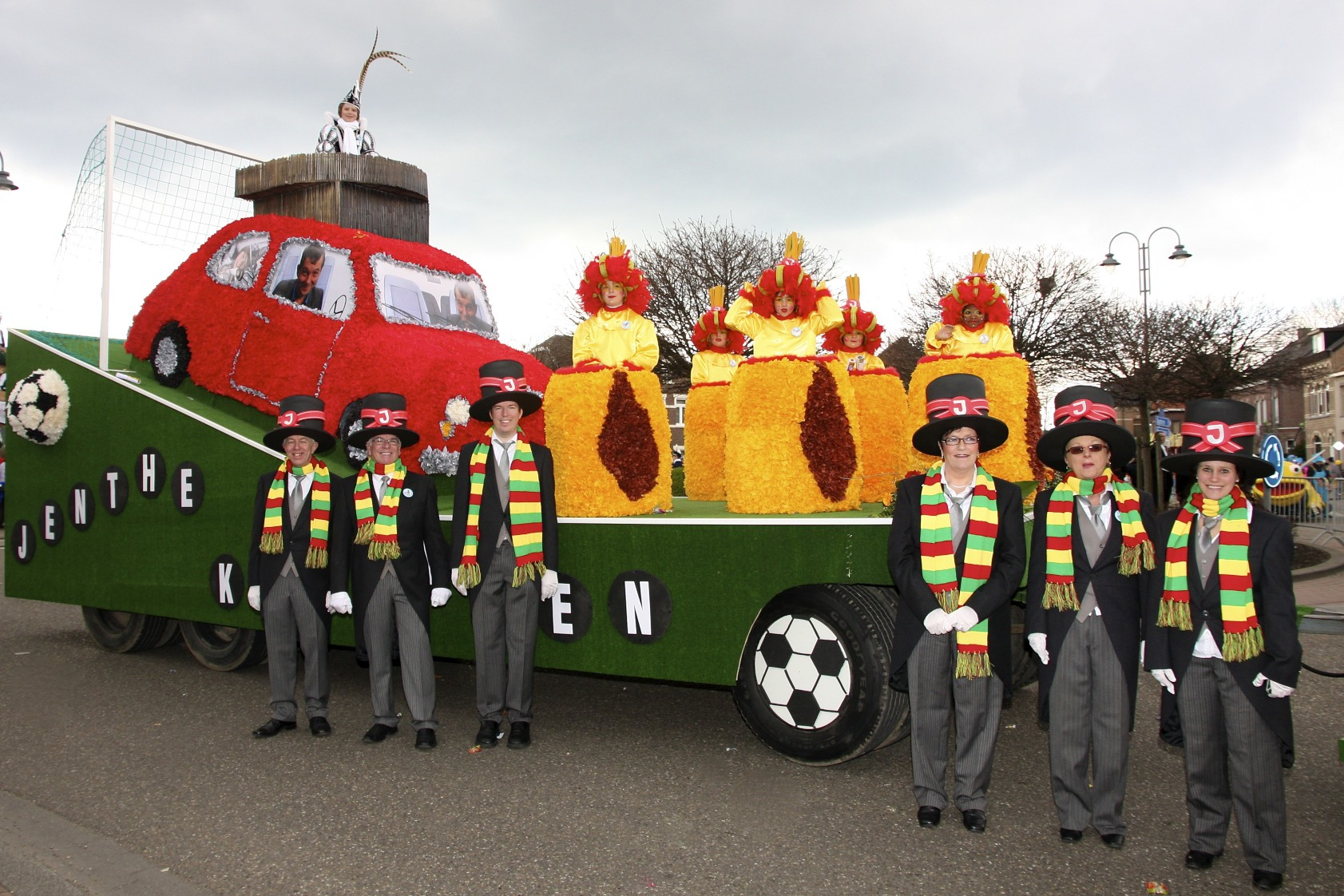
Char de carnaval pour le petit prince de 2012
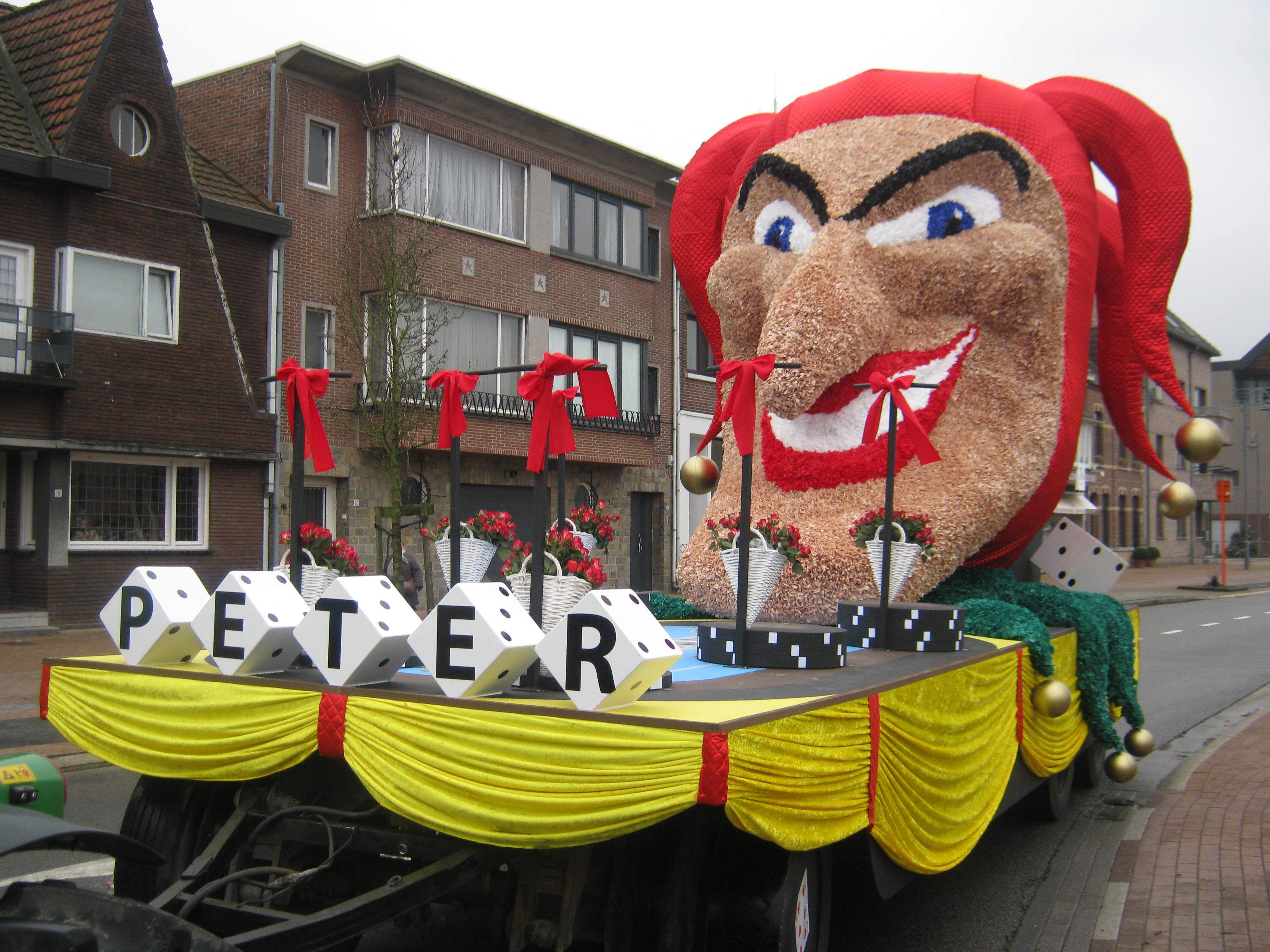
Char de carnaval pour le prince de 2013
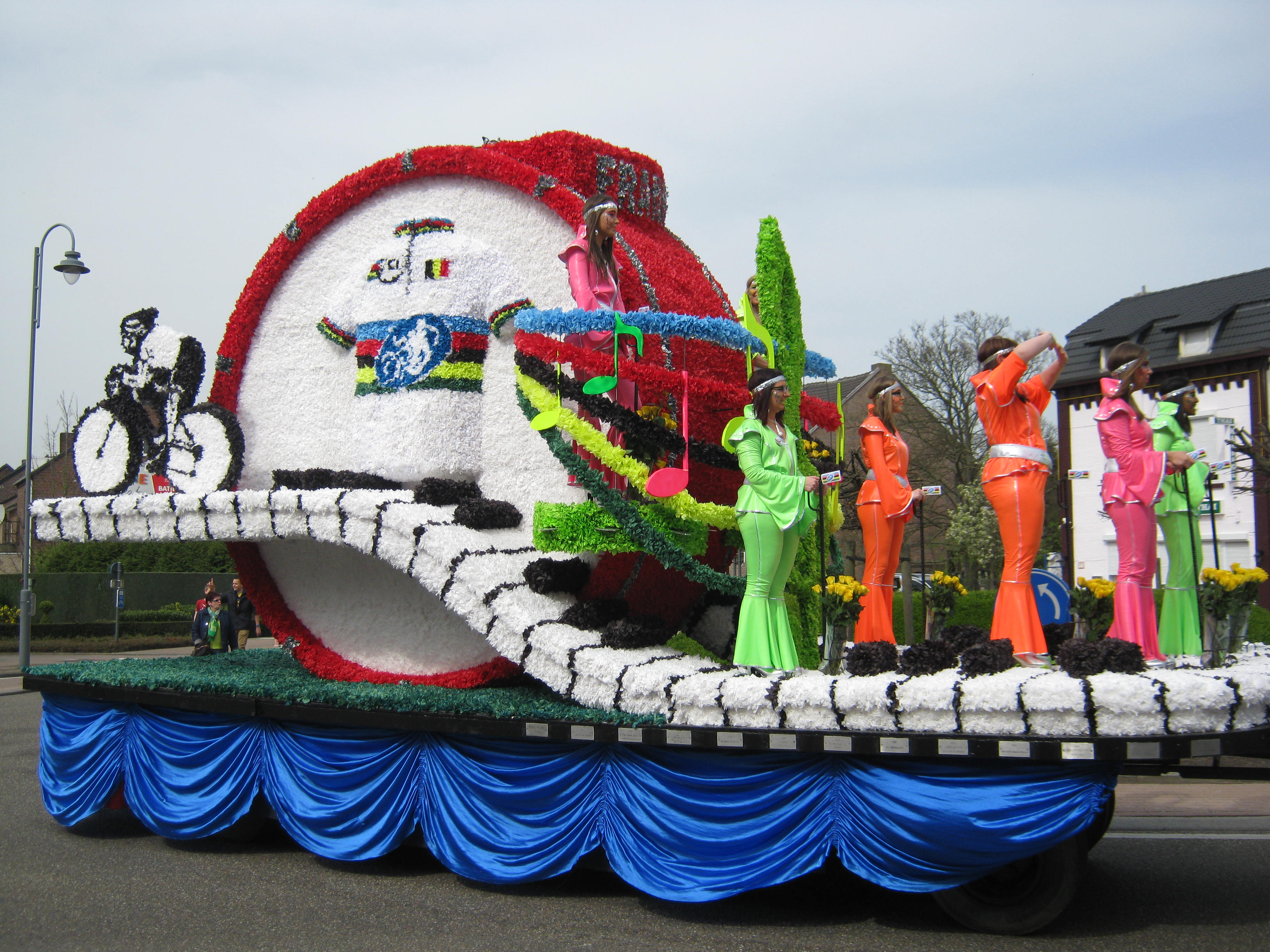
Char de carnaval pour le prince de 2014
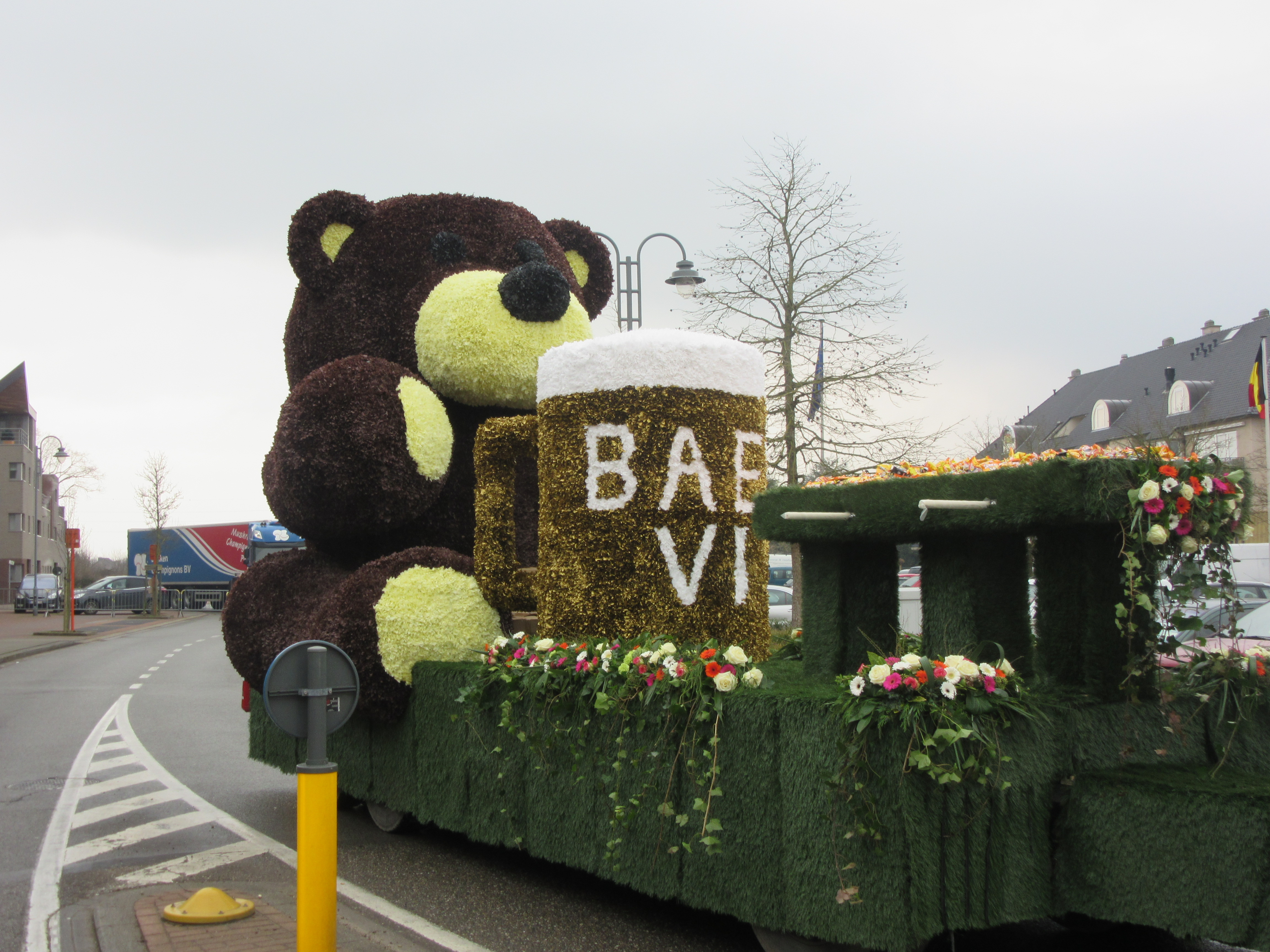
Char de carnaval pour le prince de 2015
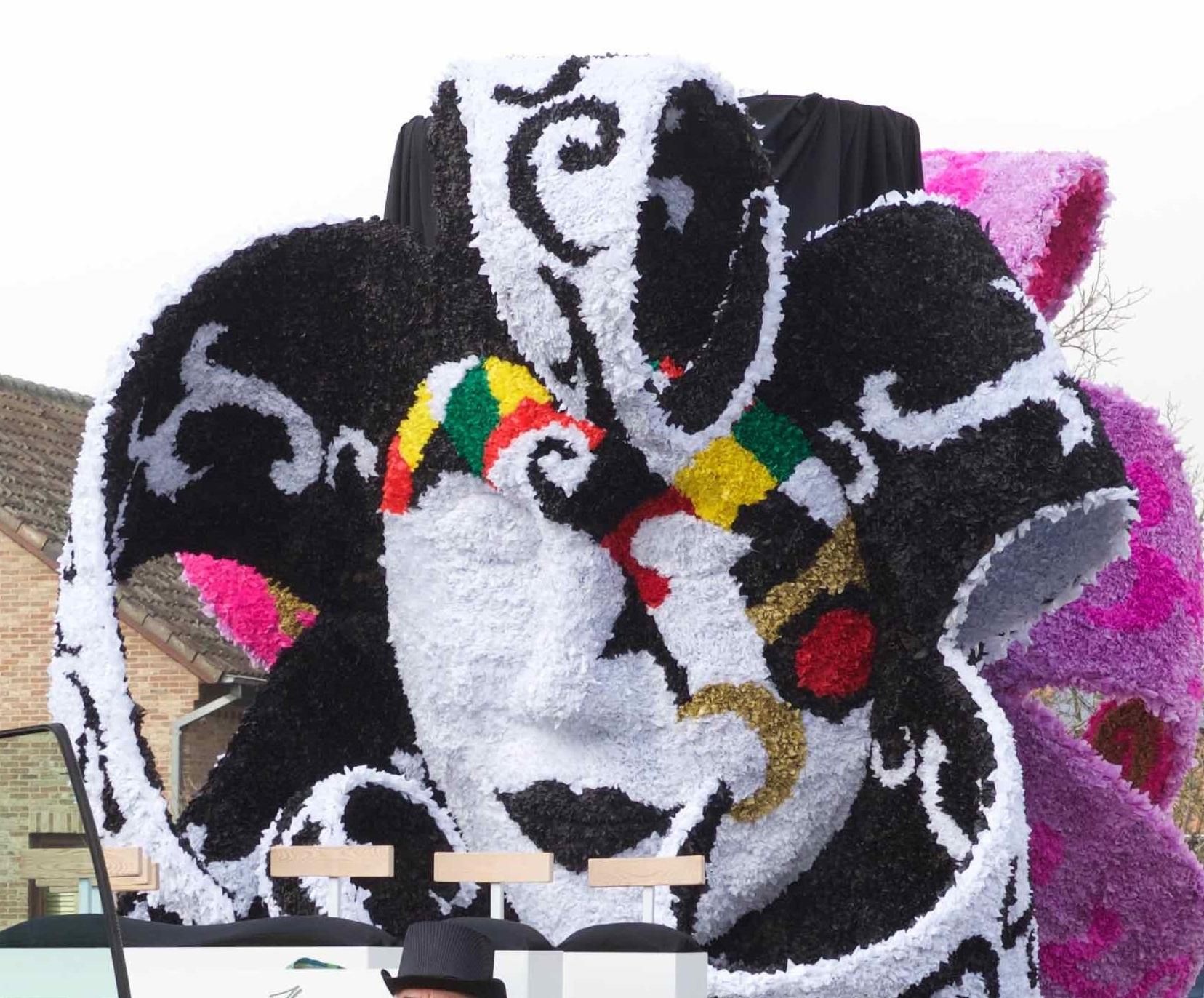
Char de carnaval pour le prince de 2016